# Блеон
Блеон (фр. Bléone, окс. Bleona) — река на юго-востоке Франции, левый приток Дюранса (бассейн Роны). Протекает по территории департамента Альпы Верхнего Прованса (регион Прованс — Альпы — Лазурный Берег). Длина реки — 69,52 км. Площадь водосборного бассейна — 906 км².
Блеон начинается несколькими горными ручьями, стекающими с вершин Тет-дё-л’Эстроп (Tête de l’Estrop, 2961 м) и Труа-Эвеш (Trois-Évêchés, 2819 м) во Французских Альпах в коммуне Пра-От-Блеон. Высота истока — 1980 м над уровнем моря. Течёт в общем направлении на юго-запад, собирая воду ручьёв, стекающих с Альп. На реке стоит город Динь-ле-Бен и несколько деревень (коммуны Ла-Жави, Ле-Брюске, Марку, Эглён, Мальмуассон, Ле-Шаффо-Сен-Жюрсон, Мирабо, Малиже). Впадает в Дюранс между городами Л’Эскаль и Ле-Ме.
Крупнейшие притоки — Бес (Bès) и Арижеоль (Arigéol).

## Название
Название реки впервые упомянуто в 1060 году в форме Bledona и состоит из галльского корня «Bled» (волк), и гидронимического суффикса «-ona»; означает, таким образом, «волчья река».

## Галерея

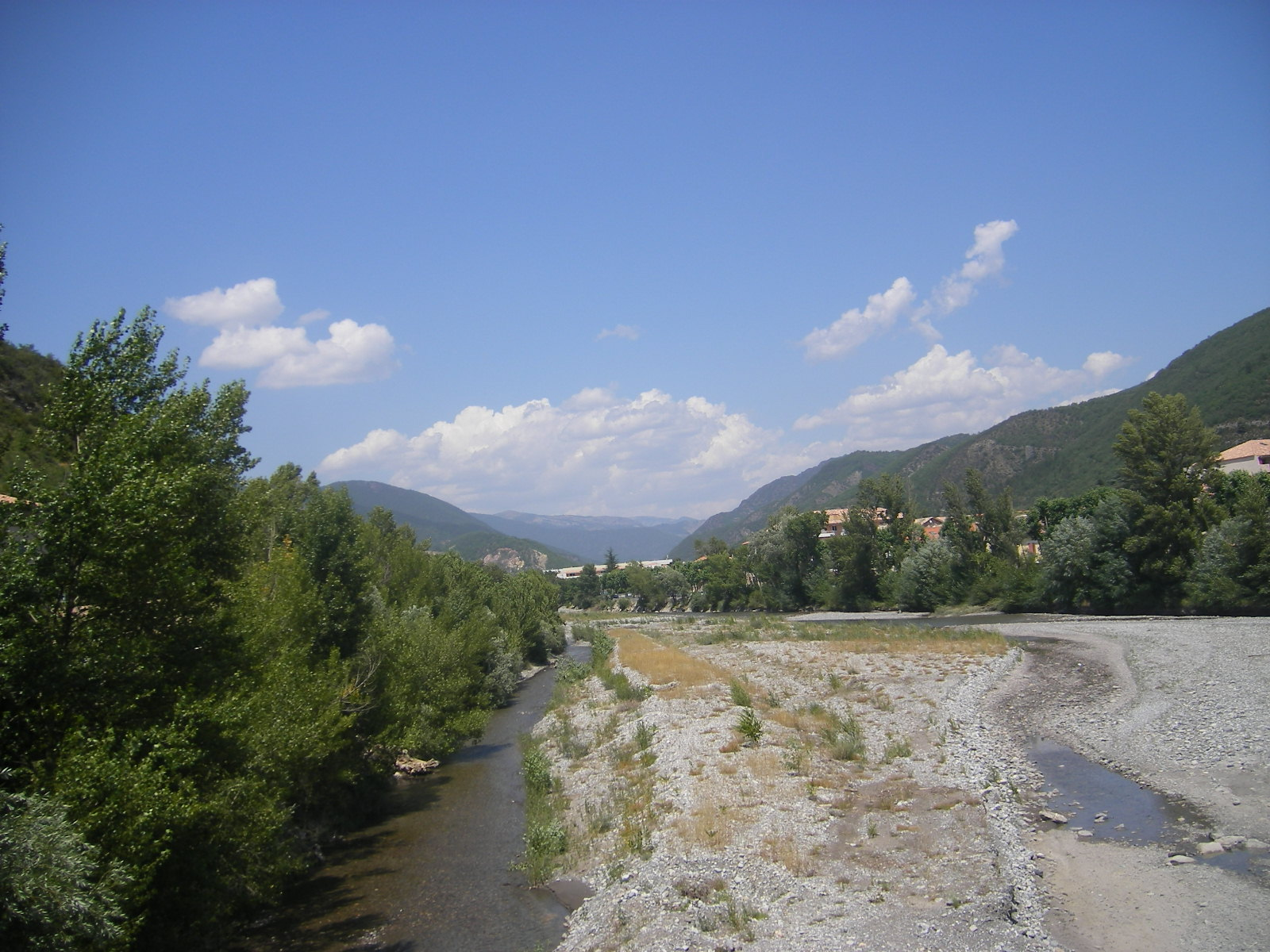
Блеон в верховьях около города Динь-ле-Бен
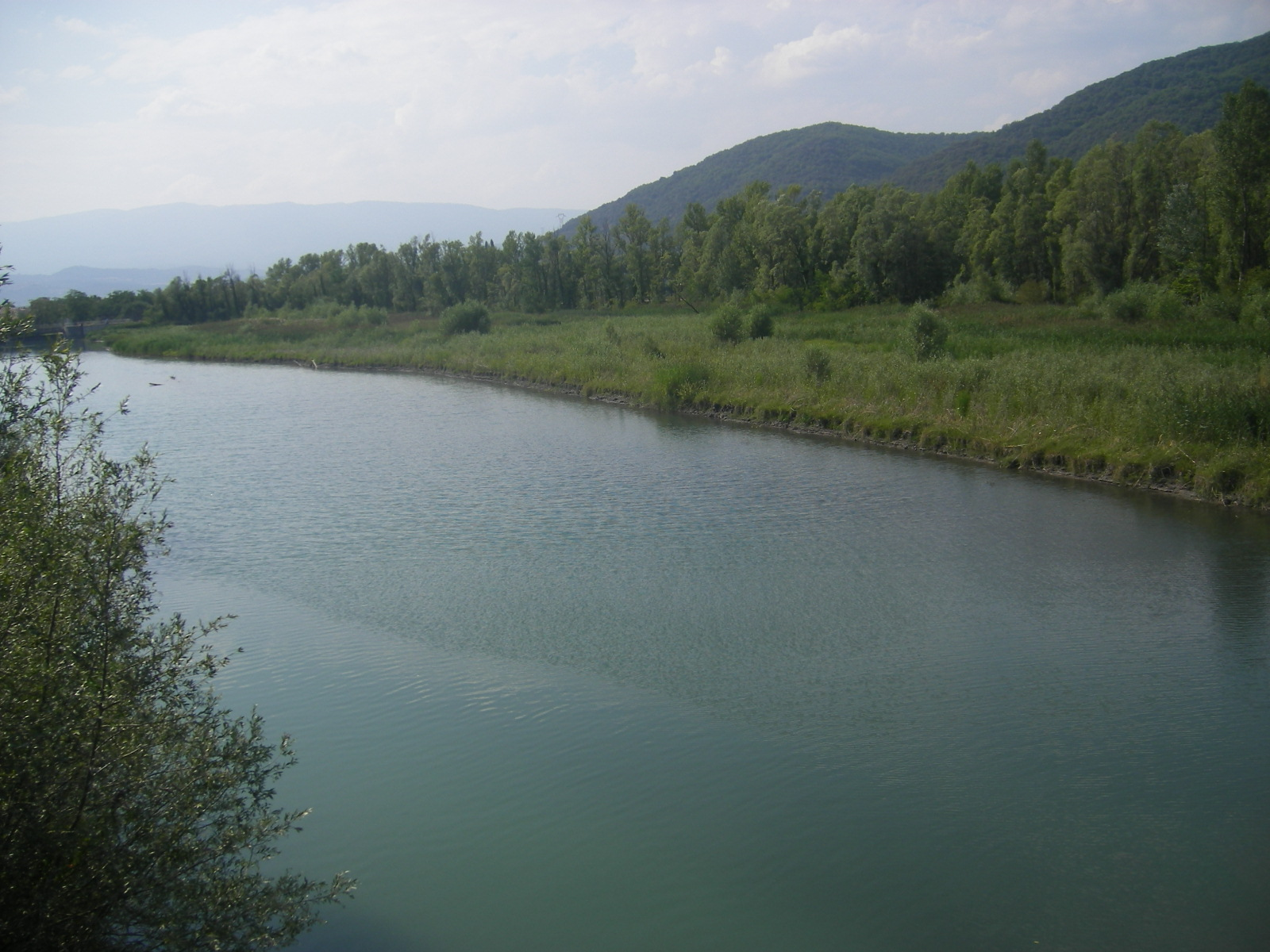
Блеон в низовьях